# Astragalus ujalensis
Astragalus ujalensis är en ärtväxtart som beskrevs av Nikolai Fedorovich Gontscharow. Astragalus ujalensis ingår i släktet vedlar, och familjen ärtväxter. Inga underarter finns listade i Catalogue of Life.